# Lorenapass

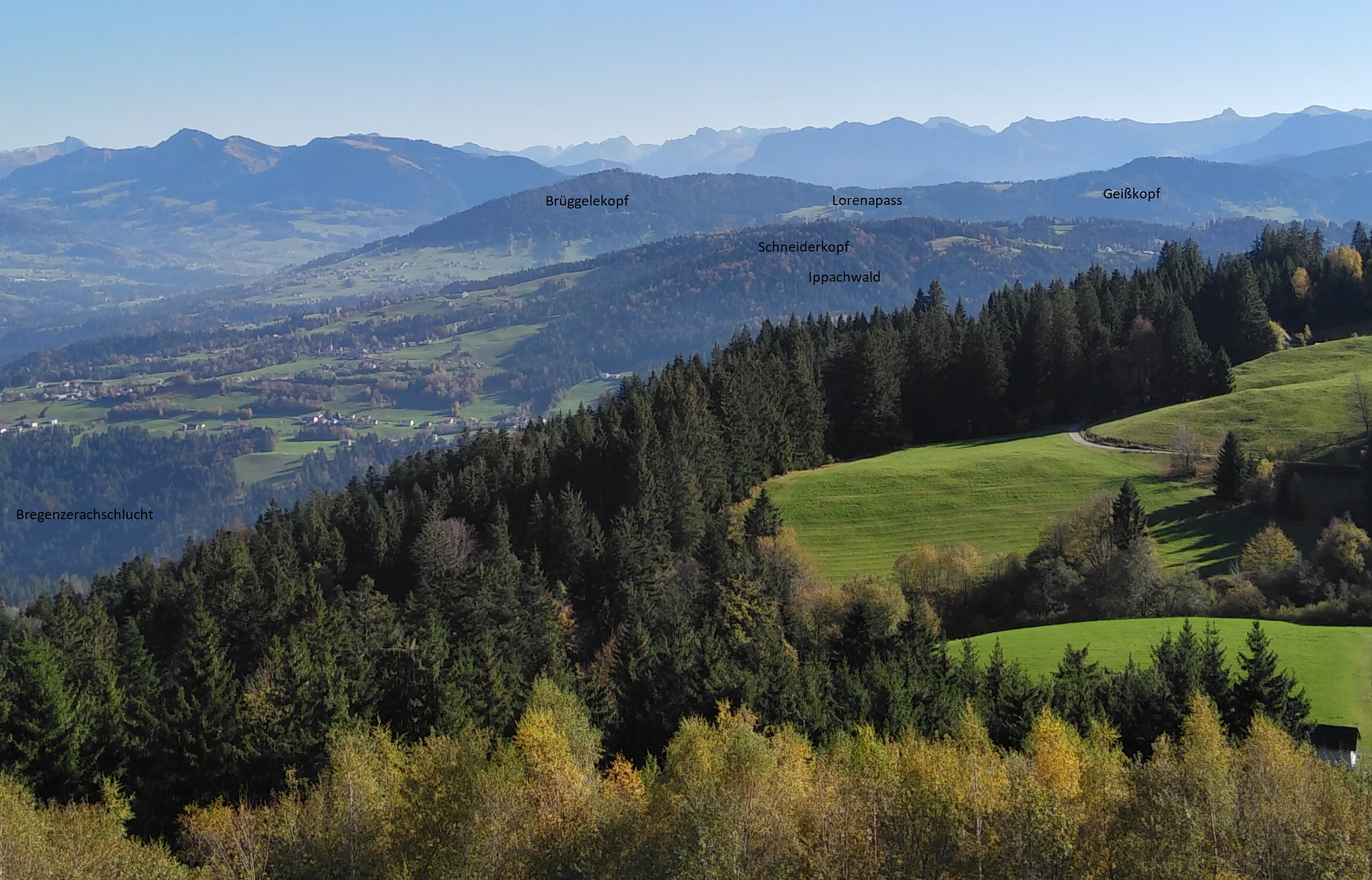
Lorenapass vom Pfänder

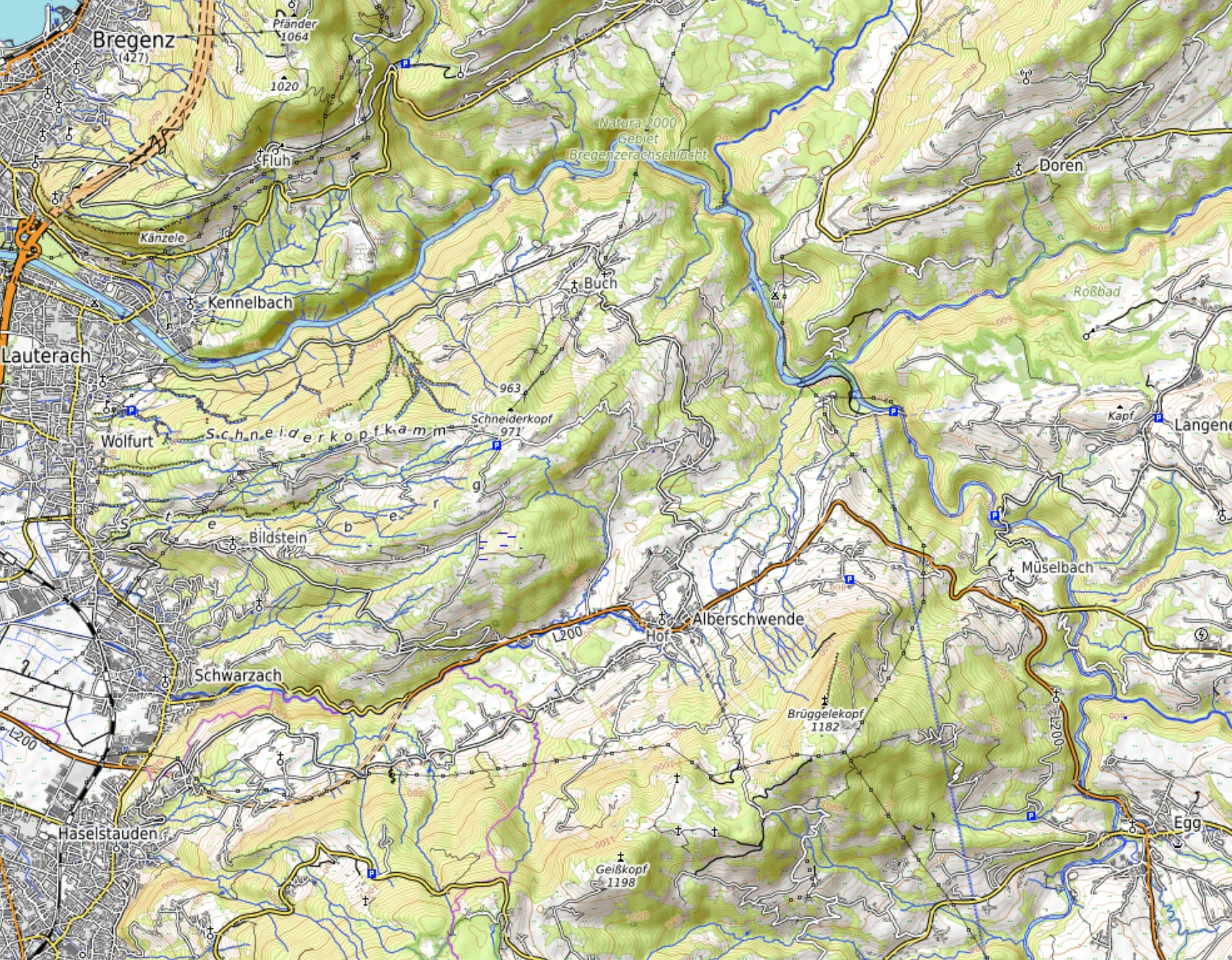
Karte Lorenaberge

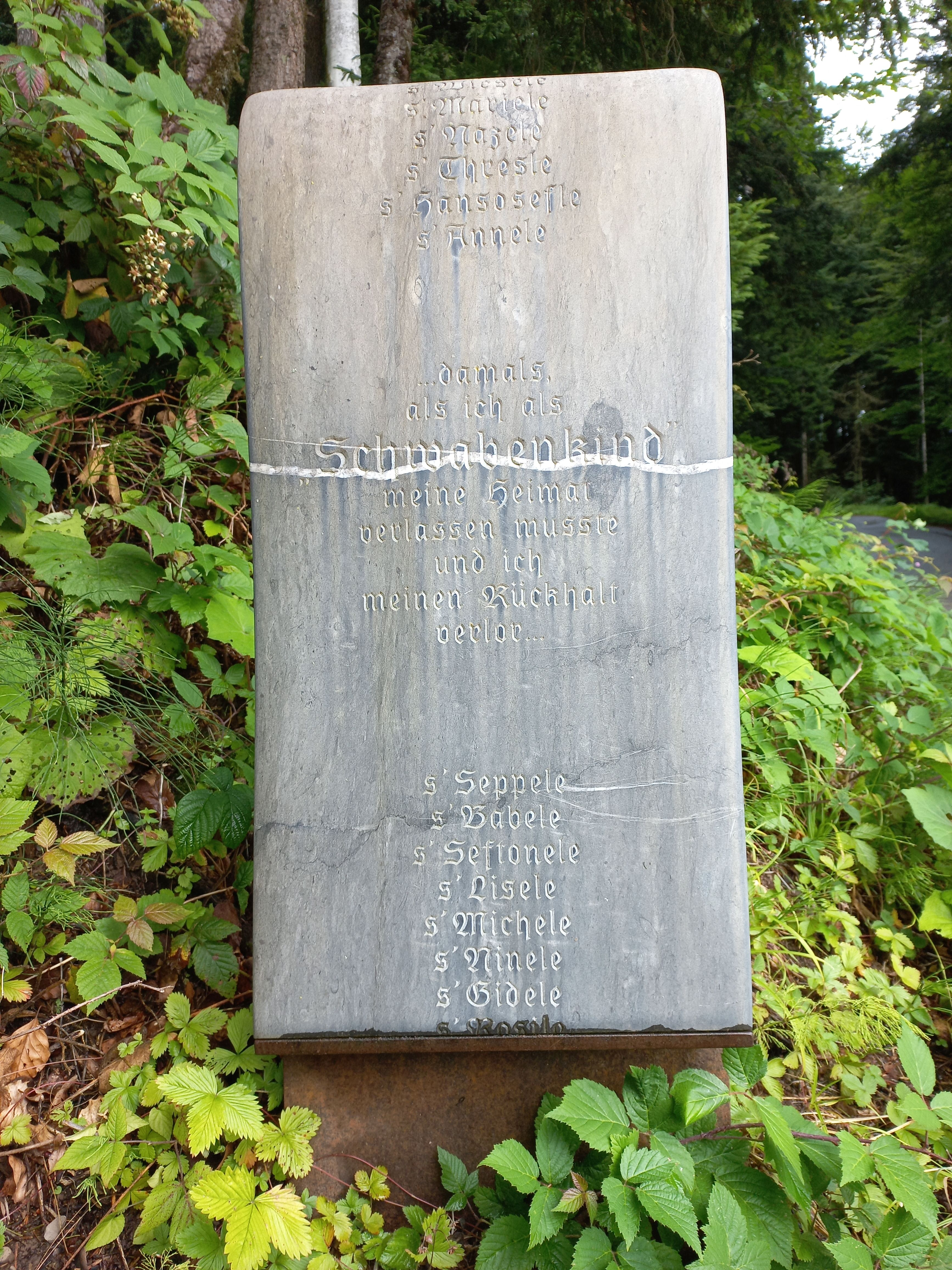
Gedächtnisstein an die Schwabenkinder

Der Lorenapass ist der namensgebende Pass in den Lorenabergen, einer Untergruppe des Bregenzerwaldgebirges. Er liegt zwischen den Gemeinden Alberschwende und Schwarzenberg im österreichischen Bundesland Vorarlberg.

## Lage

### Gebirge
Der Lorenapass liegt zwischen dem Brüggelekopf im Nordosten und dem Geißkopf im Südwesten. Beide Berge und der Lorenapass bilden die Lorenaberge im engeren Sinne. Im weiteren Sinne gehört auch der Schneiderkopf dazu, ein Bergrücken nordwestlich, jenseits des Schwarzachtobels. Die Lorenaberge sind die nördlichsten und niedrigsten Berge im Bregenzerwaldgebirge. Der Pass liegt nahe an der Nordwestecke der Ostalpen.

### Regionen, Täler, Gewässer
Der Lorenapass liegt im Übergangsbereich zwischen den Regionen Vorarlberger Rheintal und Bregenzerwald. Die Alberschwender Passschwelle ist das Haupteingangstor zum Bregenzerwald liegt direkt nördlich, aber mehr als 300 m tiefer. Auf der Südostseite liegt das große Becken des Mittleren Bregenzerwaldes mit den Gemeinden Schwarzenberg, Egg und Andelsbuch.
Der Lorenapass bildet die Wasserscheide zwischen dem Flusssystem Dornbirner Ach und Bregenzer Ach. Beide Flüsse münden in den Bodensee.
Westlich des Passes entspringt die Schwarzach, die zuerst nordwärts nach Alberschwende und dann westwärts durch das Schwarzachtobel ins Rheintal fließt und dort in die Dornbirner Ach mündet.
Direkt am Lorenapass entspringt der Eselmühlbach, dieser mündet in den Losenbach, der kurz danach in die Bregenzer Ach mündet.
| Schneiderkopf Schwarzachtobel   | Alberschwende              | Brüggelekopf     |
| Quelle der Schwarzach           |                            | Egg (Vorarlberg) |
| Geißkopf (Bregenzerwaldgebirge) | Schwarzenberg (Vorarlberg) | Andelsbuch       |

### Lage politisch
Die Passhöhe und der Sattelpunkt des Lorenapasses liegen auf dem Gemeindegebiet von Schwarzenberg, nahe an der Grenze zu Alberschwende. Beide Gemeinden gehören zum Bezirk Bregenz.

## Historische Bedeutung
Der Bregenzerwald wurde ab dem 11. Jahrhundert über den Schneiderkopf-Rücken, über den Lorenapass und über den Losenpass besiedelt. Über den Lorenapass führte vom 16. Jahrhundert bis zum Jahr 1921 eine Route der Schwabenkinder, Bauernkinder, die wegen extremer Armut im Sommer als billige Arbeitskräfte nach Schwaben gehen mussten. Am Lorenapass steht ein Gedächtnisstein für diese Kinder.

## Beschreibung
Die Passhöhe und die gesamt Sattellinie sind bewaldet, an den Hängen beidseits des Passes sind sehr viele Weideflächen, einzelne Bauernhäuser, Vorsäße, Kapellen und sonstige Gebäude. Es gibt auch ein paar Moore, die Biotopinventar Vorarlberg erfasst wurden.

## Straßen und Wege
Die Straße über von Alberschwende über den Lorenapass nach Schwarzenberg ist ein Güterweg einer Güterweggenossenschaft, sie ist asphaltiert, schmal und teilweise sehr steil. Sie ist für den öffentlichen Verkehr gesperrt, Ausnahmen gibt es für Anrainer und Zubringer. Radfahren ist erlaubt, die Strecke ist beliebt bei Radfahrern aller Art (Trekkingbike, Mountainbike, E-bike, Rennrad …), da man damit die Bregenzerwaldstraße L200 meidet. Die Nordanfahrt von Alberschwende ist 4 km lang, hat 370 Höhenmeter und bis zu 9,2 % Steigung. Die Südanfahrt ist ab der St. Anna-Kapelle in Schwarzenberg 4,1 km lang, hat 445 Höhenmeter und bis zu 10,9 % Steigung.
Weitere Güterwege führen zum Höhevorsäß, zum Bergvorsäß und zur Unteren Geißkopfalpe. Richtung Brüggelekopf und in die Gegenrichtung gibt es Forstwege.
Mit dem Mountainbike kann man auf den Brüggelekopf fahren, via Kaltenbrunnen nach Müselbach oder via Obere Geißkopfalpe auf den Losenpass (Bödele).
Wanderwege gehen Richtung Brüggelekopf, Alberschwende, Bödele, Egg und Schwarzenberg. Im Winter ist das Gebiet gut geeignet für Schneeschuhwanderer.